# Quinte West
Quinte West est une ville de l'Ontario, au Canada. Elle est située dans le comté de Hastings, dans la partie sud de la province, à l'extrémité ouest de la Baie de Quinte du Lac Ontario. Elle est le terminus de la Voie navigable Trent-Severn.
Quinte West est issue de la fusion de, notamment, Trenton, du village de Frankford et des cantons de Murray et Sidney effectuée le 1er janvier 1998. Trenton en est le centre commercial et administratif.

## Communautés
En plus de Trenton et Frankford, le district de Quinte West inclus les communautés de Barcovan Beach, Batawa (en), Bayside, Chatterton, German's Landing, Glenn Miller, Glen Ross, Halloway, Johnstown, Lovett, Madoc Junction, Maple View, Mount Zion, Oak Lake, River Valley, Roseland Acres, Spencers Landing, Stockdale, Tuftsville, Twelve O'Clock Point, Wallbridge et Wooler.

## Démographie
| Année | Population |
| ----- | ---------- |
| 1871  | 1 796      |
| 1881  | 3 042      |
| 1891  | 4 364      |
| 1901  | 4 217      |
| 1911  | 3 988      |
| 1921  | 5 902      |
| 1931  | 6 276      |
| 1941  | 8 183      |
| 1951  | 10 085     |
| 1961  | 13 183     |
| 1971  | 14 589     |
| 1981  | 15 085     |
| 1991  | 16 908     |
| 2001  | 41 409     |
| 2006  | 42 697     |

| 2001   | 2006   | 2011   | 2016   |
| ------ | ------ | ------ | ------ |
| 41 366 | 42 697 | 43 086 | 43 577 |